# Aspurochelifer littlefieldi
Genre
Espèce
Aspurochelifer littlefieldi, unique représentant du genre Aspurochelifer, est une espèce de pseudoscorpions de la famille des Cheliferidae.

## Distribution
Cette espèce est endémique des États-Unis. Elle se rencontre en Oregon, en Californie, au Nevada, en Idaho et dans l'État de Washington.

## Description
Les mâles mesurent de 2,07 à 2,75 mm et les femelles de 2,46 à 2,82 mm.

## Étymologie
Cette espèce est nommée en l'honneur de Carrol D. Littlefield.

## Publication originale
- Benedict & Malcolm, 1979 : Pseudoscorpions of the family Cheliferidae from Oregon (Pseudoscorpionida, Cheliferoidea). Journal of Arachnology, vol. 7, no 3, p. 187-198 (texte intégral).